# Dollard (bahía)
Dollard (nombre en neerlandés) o Dollart (nombre en alemán) es una pequeña bahía entrante del mar de Frisia, situada entre los Países Bajos (provincia de Groninga) y Alemania (estado de Baja Sajonia), al oeste del estuario del río Ems.

## Geografía
El Dollard tiene un área de aproximadamente 100 km². El Ems fluye hacia él y continúa su curso hasta el mar de Wadden. En la ribera oriental del Dollard se encuentra la ciudad alemana de Emden, y una docena de kilómetros al oeste, en la ribera occidental, la ciudad neerlandesa de Delfzijl. La costa neerlandesa del Dollard está escasamente poblada, solo hay unos pocos pueblos pequeños como Fiemel y Nieuwe Statenzijl, y el pólder de Carel Coenraadpolder. En la frontera entre Alemania y los Países Bajos se encuentra la desembocadura del Westerwoldse Aa y el conjunto de esclusas de Nieuwe Statenzijl.
La amplitud de las mareas del Dollard se eleva a más de 3 metros, dejando grandes áreas de la bahía seca durante la marea baja. El área circundante se compone de numerosos pólderes. Sus aguas son salobres: el agua de mar salada se mezcla en ella con el agua dulce del Ems.

## Historia

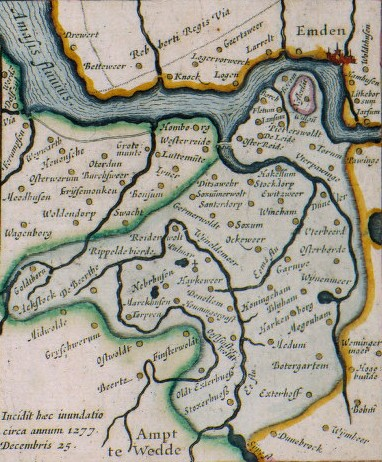
El área del Dollard antes de su creación. Los pueblos mostrados han desaparecido con la expansión de la bahía.

El Dollard se creó durante la Alta Edad Media después de varias inundaciones provocadas por tormentas y maremotos que devastaron y después hicieron desaparecer el paisaje de turberas y Fagnes (pantanos). Grandes partes de los distritos históricos de Rheiderland y Oldambt fueron engullidos. Hay varias hipótesis sobre el año de la deglución de la región:
- en 1277, según Ubbon Emmius;
- en 1362, durante la inundación de San Marcel, que causó mucho daño en el norte de Alemania;
- alrededor de 1413, según Tidde Wyneda.

Pero ninguna fuente es lo suficientemente completa o confiable para garantizar el año real de las inundaciones finales.
Sin embargo, es probable que la región haya sufrido inundaciones periódicas durante siglos, ya que el suelo de las fagnes se había seriamente erosionado y declinado. Sin embargo, las excavaciones arqueológicas han demostrado que en las cercanías de Nieuweschans, Vriescheloo y Scheemda, el agua dulce predominaba hasta el siglo XV. La región de Pogum, por otro lado, estaba dominada por la vegetación salina ya en el siglo XIII.
La región era atravesada por dos ríos: el Reider Ee y el Munter Ae, ambos afluentes del Ems, donde desaguaban a través de dos conjuntos de esclusas separadas. El cronista frisón oriental Eggerik Beninga relató la destrucción de estas esclusas durante una guerra local en 1413 entre vetkopers y schieringers. Cinco años más tarde, el mar ya habría llegado a la aldea de Blijham. Una especie de mar interior se había formado, llenándose y vaciándose dos veces al día. El agua buscaba su camino en los suelos pantanosos que quedaban, destruyéndolos al pasar.
La parte oriental del Dollard se formó durante la primera mitad del siglo XV. Desde 1454, los habitantes locales habían construido un dique de seguridad entre la punta de Reide y la aldea de Finsterwolde. Este dique comenzaba en la orilla del Ems, atravesaba el paisaje de turberas bajas de la época hasta llegar a las tierras de arena, ubicadas más arriba. La parte occidental del Dollard se formó después de 1460. Pero grandes partes de la región quedaron sumergidas a partir de 1509, cuando el maremoto de los Santos Cosme y Damián llevó el agua de mar tierra adentro. La entrada alcanzó su área máxima alrededor de 1520. A finales del siglo XVI, se comenzó su recuperación con el primer pólder drenado; esta actividad se prolongó hasta principios del siglo XX, recuperando, al menos, dos terceras partes de la zona inundada, hasta el establecimiento de la forma actual.
El nombre de Dollard se atestigua por primera vez en 1485, en las crónicas de la abadía de Aduard.

## Localidades desaparecidas
Durante las diversas etapas de la formación del Dollard y las inundaciones a lo largo del Ems, al menos veinte parroquias, cerca de quince pequeñas aldeas y tres monasterios fueron engullidos. Una docena de iglesias parroquiales fueron desplazados una o más veces. Sin embargo, los nombres de las localidades mencionadas en las crónicas ya no son siempre reconocibles ni identificables. Han sido tragadas:
- las parroquias de Kalentwalt (Coldeborgerfehn ?), Haxenerwalt (Hatzumerfehn), Ditzumerwold, Uterpogum, Utbeerte, la villa de mercado de Torum, Wilgum, Fletum, Berum, Oosterreide, Westerreide, Up-Reiderwolde, Ut-Reiderwolde (que tenía una colegiata), San(t)dorp, Stockdorp, Tijsweer, Zwaag, Ooster-Finsterwolde, Ulsda, Megenham, Wynedaham, Houwingagast (o Houwingahof), Houwingaham, así como las aldeas cuyos nombres, hoy, han sido muy deformados para ser identificadas: Haxne, Siweteswere, Poel, Rodendebord y Katelmesinke.
- les hameaux de Peterswere (o Peterswolde), Dune Lee (Duinkerken cerca de Marienchor?), Garmede, Wynham, Jarde (o Bundergaarde), Bonewerda (Boen cerca de Bunde?), Ockeweer, Astock, Torpsen, De Lidden, Gaddingehorn, Fiemel y puede ser Ayckaweren, Stoksterhorn, Exterhuis, Jansum y Homborg.
- los monasterios de Palmar (Porta sancta Mariae), Oosterreide yMenterwolde (Campus sylvae) y su granja De Olde Stoeve.
- tal vez, igualmente, las aldeas de Beda, Ludgerskerke, Osterbeerde, Maarhuisen et Markhuisen, pero su existencia no es segura del todo o sus nombres están ausentes en las fuentes escritas de la época.

Al menos diecisiete localidades fueron desplazadas con el tiempo y las inundaciones a lugares más altos: Marienchor (o Critzumerwolde), Böhmerwold, Sankt Georgiwold (o Upwolde), Weenermeer, Boen (Bonewerda), Wymeer, Hamdijk (Houwingaham o Utham), Den Ham (Upham o Nijeham), Bellingwolde, Vriescheloo, Winschoten-Sint-Vitusholt, Beerta, Oostwold, Midwolda, Scheemda, Meeden, Muntendam, como, puede ser, los predecesores de Bunderrhee y Blijham. Las parroquias de Noordbroek y Zuidbroek ont été déplacées bien avant, tout comme, peut-être, le monastère de Dünebroek.

## Nuevospolders

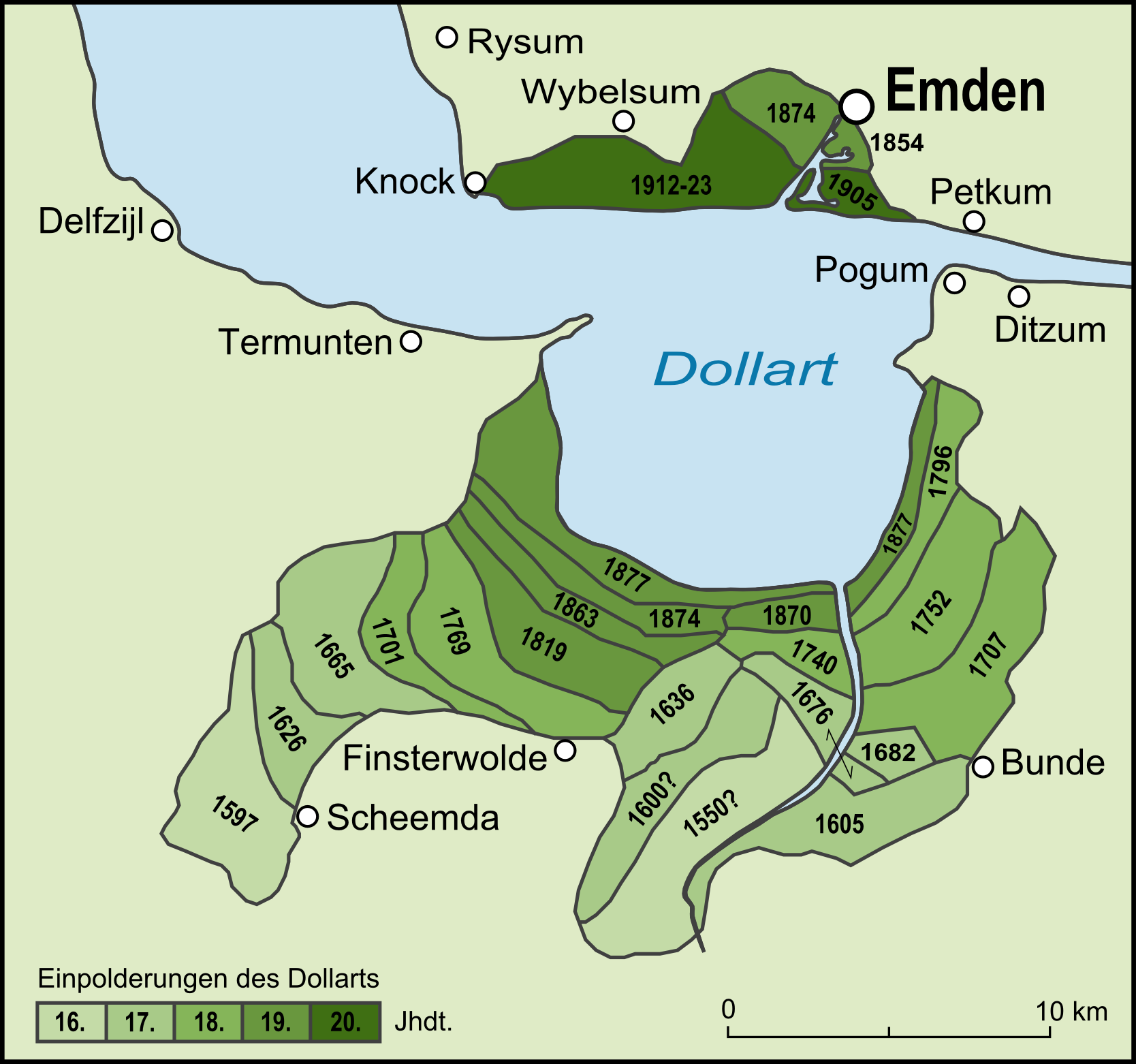
Recuperación de tierras en el Dollard: pólder en la ribera alemana (noreste) y neerlandesa (sudoeste) y fechas de construcción relacionadas

Hasta 1509, el Ems formaba un gran lazo hacia el norte en la ubicación actual del Dollard. En el punto septentrional, se fundó la ciudad de Emden. Como resultado del crecimiento de las aguas, la península de Nesserland, frente a la ciudad, fue cortada; luego el río comenzó a seguir una ruta más meridional, a varios kilómetros al sur de Emden. El viejo brazo septentrional se empantanó, haciendo que el puerto de Emden fuera menos accesible. El Ayuntamiento de Emden trató de evitar esta evolución mediante la construcción de un muro de presa con tablones de roble, la tête de Nesseland [cabeza de Nesseland], de casi 4,5 km de longitud, ubicada en la nueva corriente principal. Los esfuerzo no surtieron su efecto, y la ciudad abandonó sus acciones en 1631.
Sin embargo, la separación de la península de Nesserland del continente tuvo un lado positivo. Dado que Nesserland era una península, el agua en marea alta lograba remontar muy lejos en el Dollard. A veces, el mar empujaba hasta Wedderveer, Muntendam y Siddeburen. Tras la ruptura del istmo en 1509, el agua podía partir más fácilmente desde la desembocadura del Ems, y, en consecuencia, los empujes en el Dollard disminuyeron. El Dollard se fue colmatado poco a poco, y algunas salinas pudieron ser recuperadas y ganadas al mar antes de mediados del siglo XVI. Gracias a las tierras fértiles del Dollard, Oldambt se convirtió en una de las zonas agrícolas más prósperas de los Países Bajos.
Se crearon otros muchos nuevos polders entre los siglos XVI y XIX. Nesserland y el resto del área portuaria del sur de Emden fueron polderizadas en el siglo XIX. En Alemania, la última creación de un pólder data de 1877, el Kanalpolder. En los Países Bajos, otros tres polders fueron creados después: el Johannes Kerkhovenpolder, en 1878; el Carel Coenraadpolder, en 1924; y el pólder de Breebaart en 1979. Gracias a ello el actual Dollard no representa más de un tercio de su superficie original.
Durante la marea baja, aproximadamente el 78% del Dollard está seco. Entre estos bancos de arena y el dique exterior, zona de marismas de alrededor de 1100 hectáreas se extiende en el oeste, sur y este del brazo de mar.

## Ambiente
Refugio de numerosas especies de aves marinas y de una gran colonia de focas, la parte alemana del Dollard está protegida por el Parque nacional del mar de Frisia de Baja Sajonia (1986) y la parte neerlandesa es una reserva natural (Vereniging Natuurmonumenten).
Además, el 26 de febrero de 1976, un área de 121 620 ha ya habían sido protegidas como sitio Ramsar en Alemania, en el conjunto «Mar de Frisia, Mar de Wadden del este de Frisia & Dollart» (con ref. n.º 82, incluido en el primer grupo de sitios Ramsar del país).

## Frontera

Frontera entre Alemania y los Países Bajos en el Dollard

La frontera entre Alemania y los Países Bajos ha sido objeto de una disputa entre los dos estados durante mucho tiempo. Fue establecida mediante tratados bilaterales suscritos en Meppen el 2 de julio de 1824 entre el Reino Unido de los Países Bajos y el Reino de Hannover y el conflicto se ha prolongado hasta 2014 cuando finalmente se cierra mediante un tratado firmado por los ministros de Exteriores de Alemania y de los Países Bajos, el alemán Frank-Walter Steinmeier y el neerlandés Bert Koenders. Este acuerdo prevé que la frontera seguirá siendo ambigua y que ambas naciones compartirán la responsabilidad del área.